# 弗拉迪米尔·魏斯 (1939年)
弗拉迪米尔·魏斯（1939年9月21日—2018年4月23日），斯洛伐克男子足球运动员。他曾代表捷克斯洛伐克参加1964年夏季奥林匹克运动会足球比赛，获得一枚银牌。

## 家庭
儿子弗拉迪米尔·魏斯二世。孙子弗拉迪米尔·魏斯三世。